# 塞考修道院
塞考修道院（德語：  Abbey of Our Lady) 是位于奥地利施泰爾馬克州塞考的本笃会修道院和联合大教堂 。修道院教堂是一座罗马式的大教堂，建于1143年至1164年，并于1164年9月16日被祝圣。